# Seznam amerických bitevních křižníků

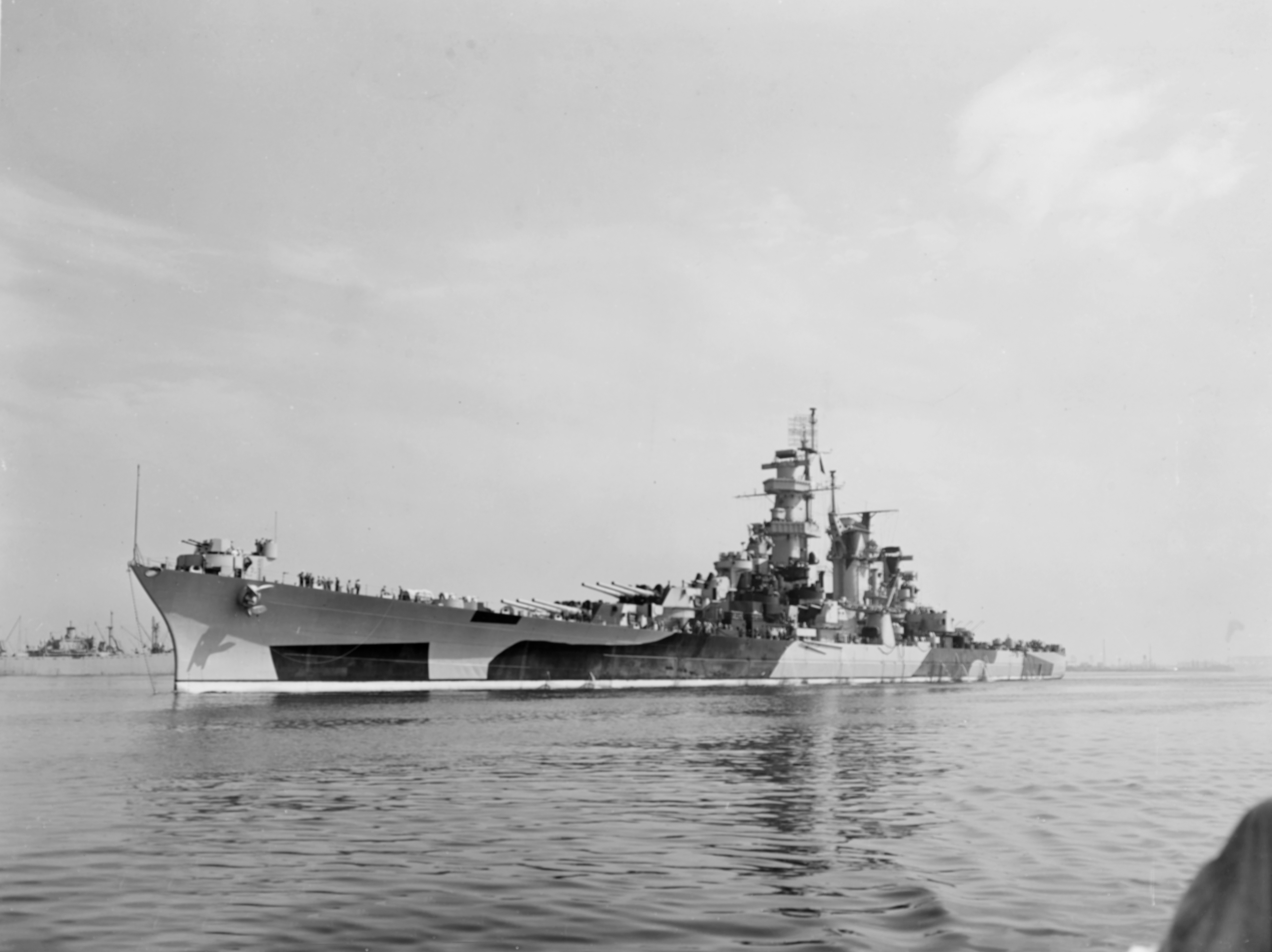
USS Alaska (CB-1)

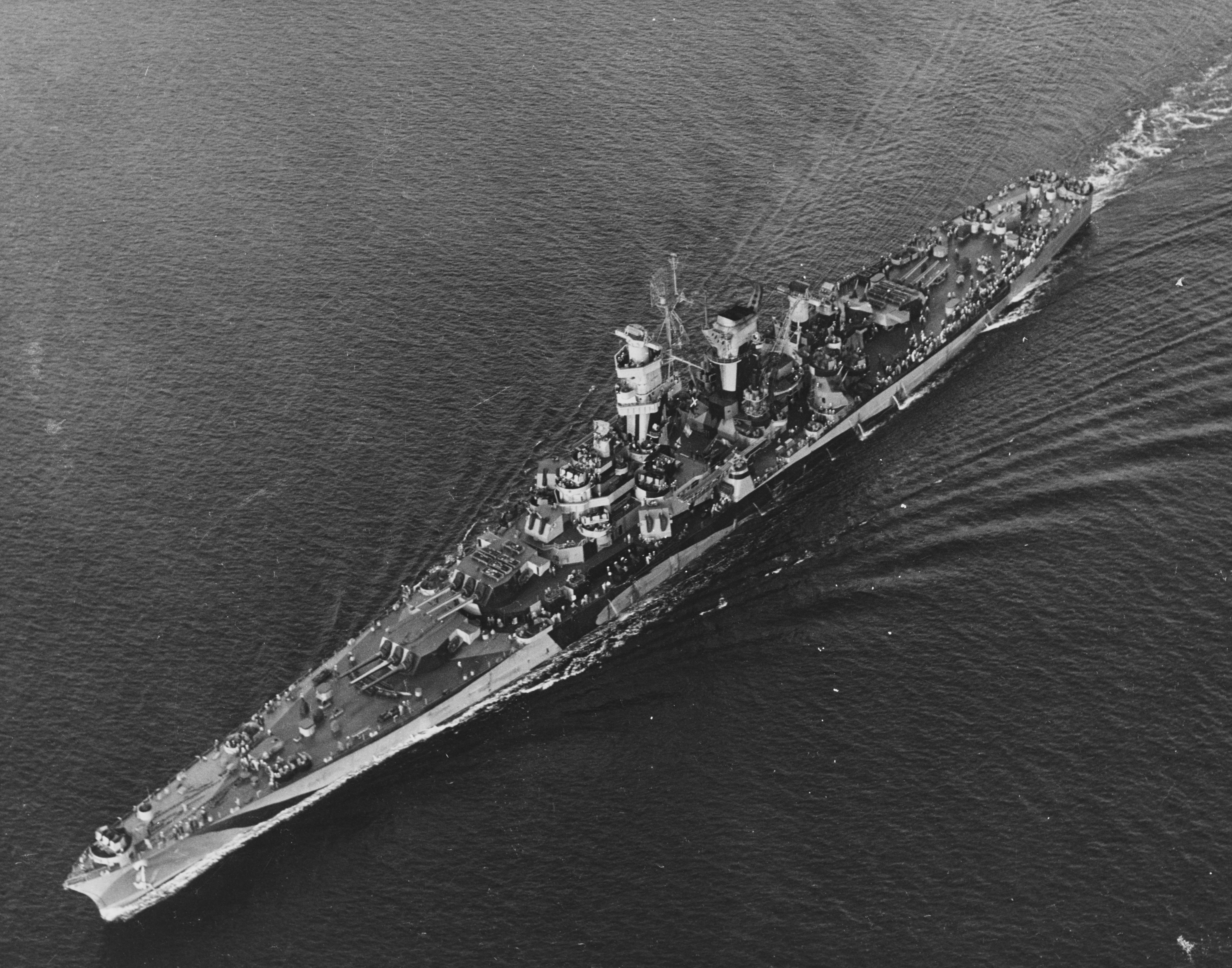
USS Guam (CB-2)

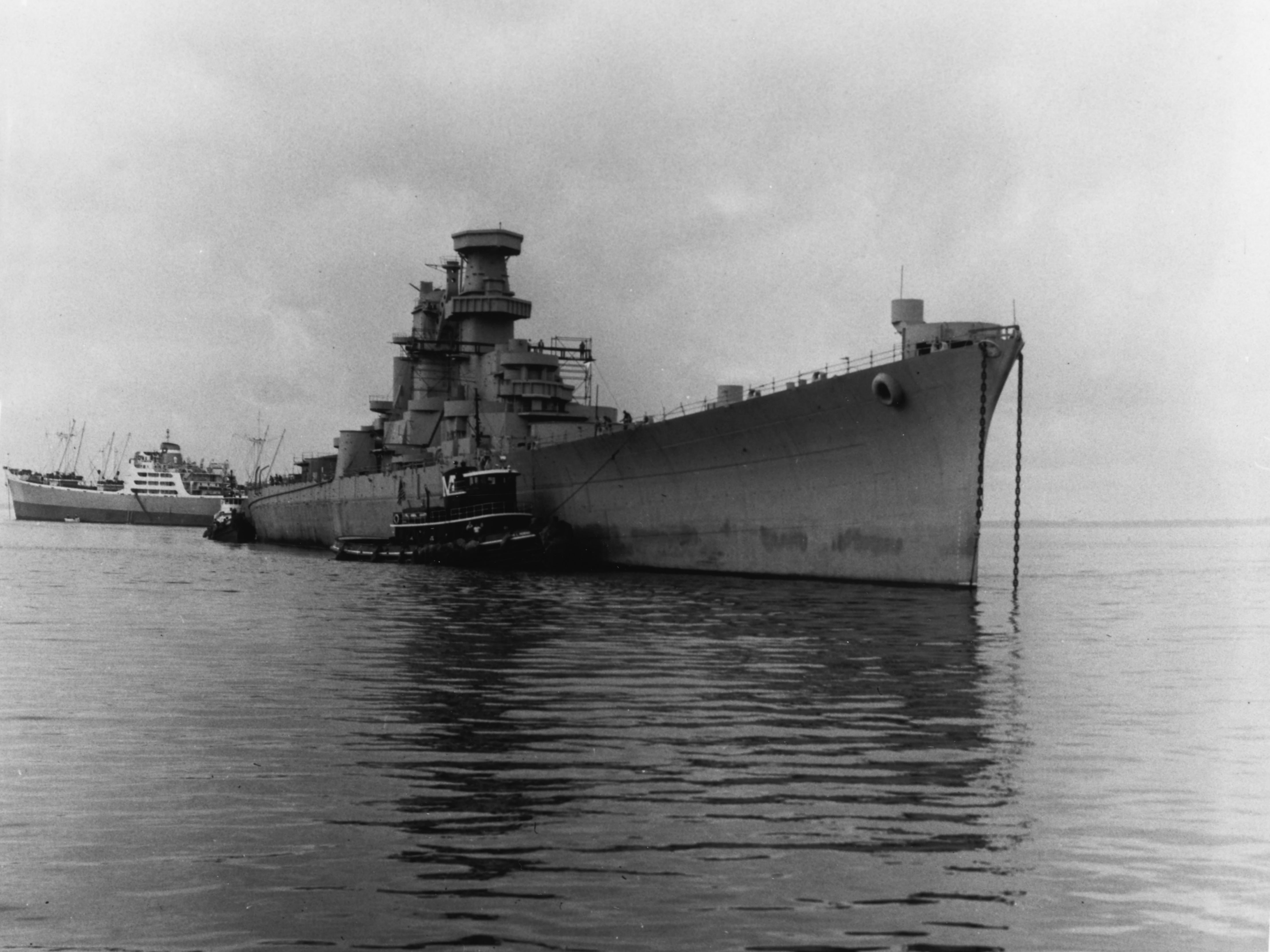
USS Hawaii (CB-3)

Seznam amerických bitevních křižníků zahrnuje všechny bitevní křižníky, které sloužily u Námořnictva Spojených států amerických.

## Seznam lodí

### TřídaLexington
- USS Lexington (CC-1)
- USS Constellation (CC-2) - stavba zrušena
- USS Saratoga (CC-3)
- USS Ranger (CC-4) - stavba zrušena
- USS Constitution (CC-5) - stavba zrušena
- USS United States (CC-6) - stavba zrušena

### TřídaAlaska
- USS Alaska (CB-1)
- USS Guam (CB-2)
- USS Hawaii (CB-3)
- USS Philippines (CB-4) - stavba zrušena
- USS Puerto Rico (CB-5) - stavba zrušena
- USS Samoa (CB-6) - stavba zrušena